# Angiomatose
Als Angiomatose bezeichnet man in der Medizin das Auftreten mehrerer (multipler) Angiome. Dabei handelt es sich um Gefäßtumoren im Bereich der Blut- und Lymphgefäße, die bei einem geschwächten Immunsystem, etwa im Falle einer Aidserkrankung entstehen können. Sie treten gehäuft bei der bazillären Angiomatose und im Rahmen verschiedener Syndrome auf, beispielsweise beim Von-Hippel-Lindau-Syndrom, Klippel-Trénaunay-Weber-Syndrom und Sturge-Weber-Syndrom.
Geht die Veränderung von den Lymphgefäßen aus, spricht man von einer Lymphangiomatose.